# 越生虎之助
越生 虎之助（こしぶ とらのすけ、1888年（明治21年）12月23日 - 1974年（昭和49年）1月16日）は、大日本帝国陸軍軍人。最終階級は陸軍中将。

## 経歴
1888年（明治21年）に石川県で生まれた。金沢一中を卒業後、陸軍士官学校第22期、陸軍大学校第34期卒業。1934年（昭和9年）8月1日に陸軍歩兵大佐に進級、関東軍司令部附を経て、1935年（昭和10年）8月に関東軍高級副官に就任した。1936年（昭和11年）に歩兵第70連隊長に転じ、1937年（昭和12年）に関東軍兵事部長を歴任。
1938年（昭和13年）3月1日に陸軍少将に進級。1939年（昭和14年）1月14日に独立混成第9旅団長に就任し、日中戦争に出動。京漢線沿線・直隷省中心部の守備、治安維持に任じた。1940年（昭和15年）8月1日に第1独立守備隊長に転じ、12月2日に陸軍中将に進級。1941年（昭和16年）10月15日に待命、10月30日に予備役に編入された。1945年（昭和20年）に召集され、金沢連隊区司令官兼金沢地区司令官に就任した。
1947年（昭和22年）11月28日、公職追放仮指定を受けた。

## 栄典
勲章
- 1939年（昭和14年）4月13日  - 勲二等瑞宝章[5]